# Лесная (приток Ширши)
Лесна́я — река в России, протекает в Лисестровском сельском поселении Приморского района Архангельской области. Длина реки составляет 23 км.
Река берёт начало из озера Лахта (сообщающееся с озером Холмовским), устье реки находится в 3 км от устья реки Ширша по левому берегу. Притоки: Исток (левый), Беседный (правый). 
Река сильно загрязнена неочищенными бытовыми сточными водами с пос. Катунино, Ширшинский, Лесная речка и города Новодвинск.

## Данные водного реестра
По данным государственного водного реестра России относится к Двинско-Печорскому бассейновому округу, водохозяйственный участок реки — Северная Двина от впадения реки Вага и до устья, без реки Пинега, речной подбассейн реки — Северная Двина ниже места слияния Вычегды и Малой Северной Двины. Речной бассейн реки — Северная Двина.
Код объекта в государственном водном реестре — 03020300412103000039432.